# Zsobok
Zsobok (románul Jebucu) falu Romániában Szilágy megyében.

## Fekvése
Bánffyhunyadtól (románul Huedin) északkeletre egy völgyben fekszik, a Farnas felé vezető úton.

## Első említése
1391-ben Sobok, 1446-ban Zobok néven említik az oklevelekben.
1839-ben Sobok, Zsebuk, Soboku, 1863-ban Zsebuk, 1920-ban Jebuc.

## Lakossága
1850-ben 418 főből 416 fő református magyar.
1992-ben 333 fős lakosságából 3 ortodox román kivételével mindenki magyar. 1 római katolikus és 1 pünkösdista kivételével mindenki református.

## Története
Eredeti lakói katolikusok voltak, akik a reformáció óta reformátusok.
A falu a trianoni békeszerződésig Kolozs vármegyéhez tartozott Bánffyhunyadi járás).

## Látnivaló
Ősi templomából a keresztelő medence maradt ránk, 1490-ből.
A falut pusztító tűzvészek miatt ma is látható templomát 1908-ban építették újra és akkor nyerte mai formáját, majd 1992-ben restaurálták, azóta mennyezetét újonnan faragott fakazetták díszítik.

## Képgaléria

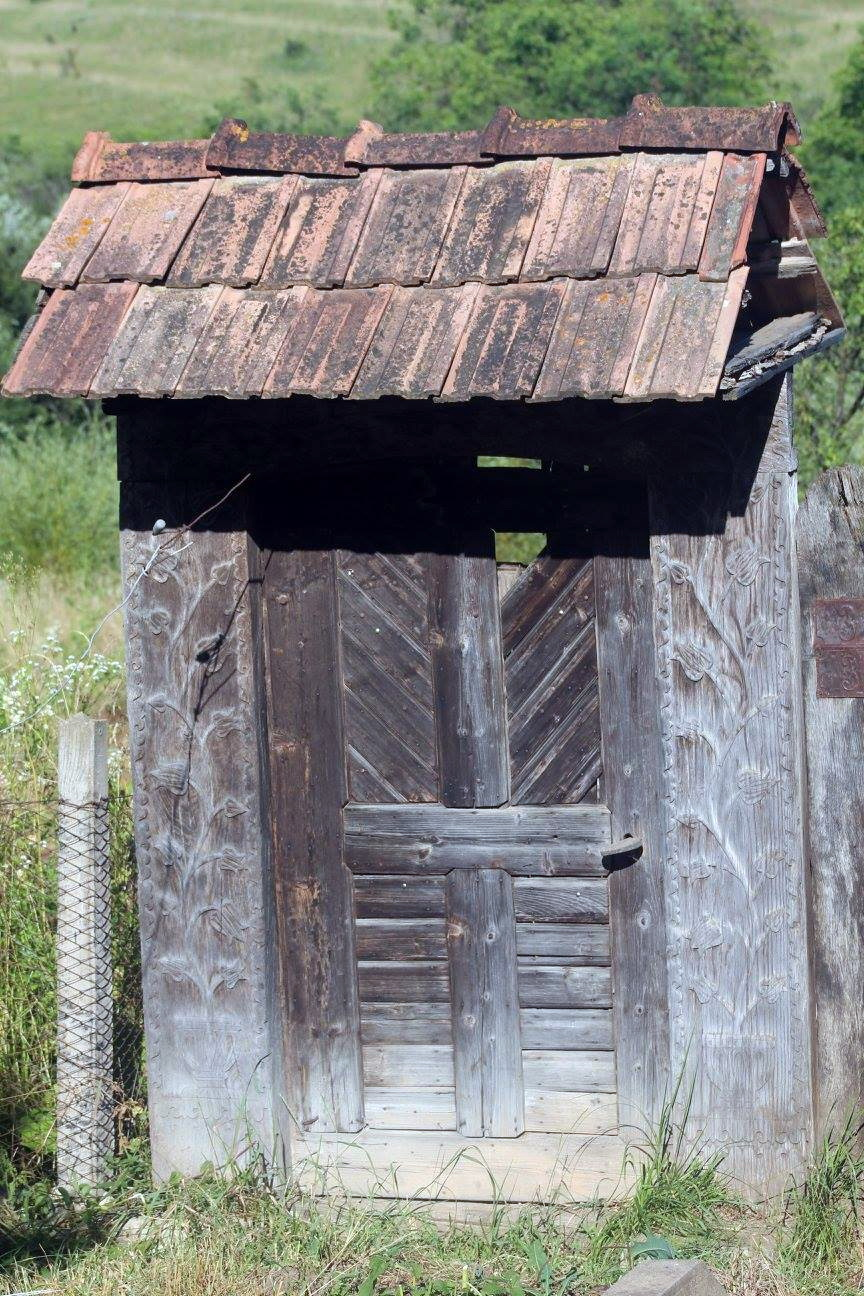
Kapu - Zsobok
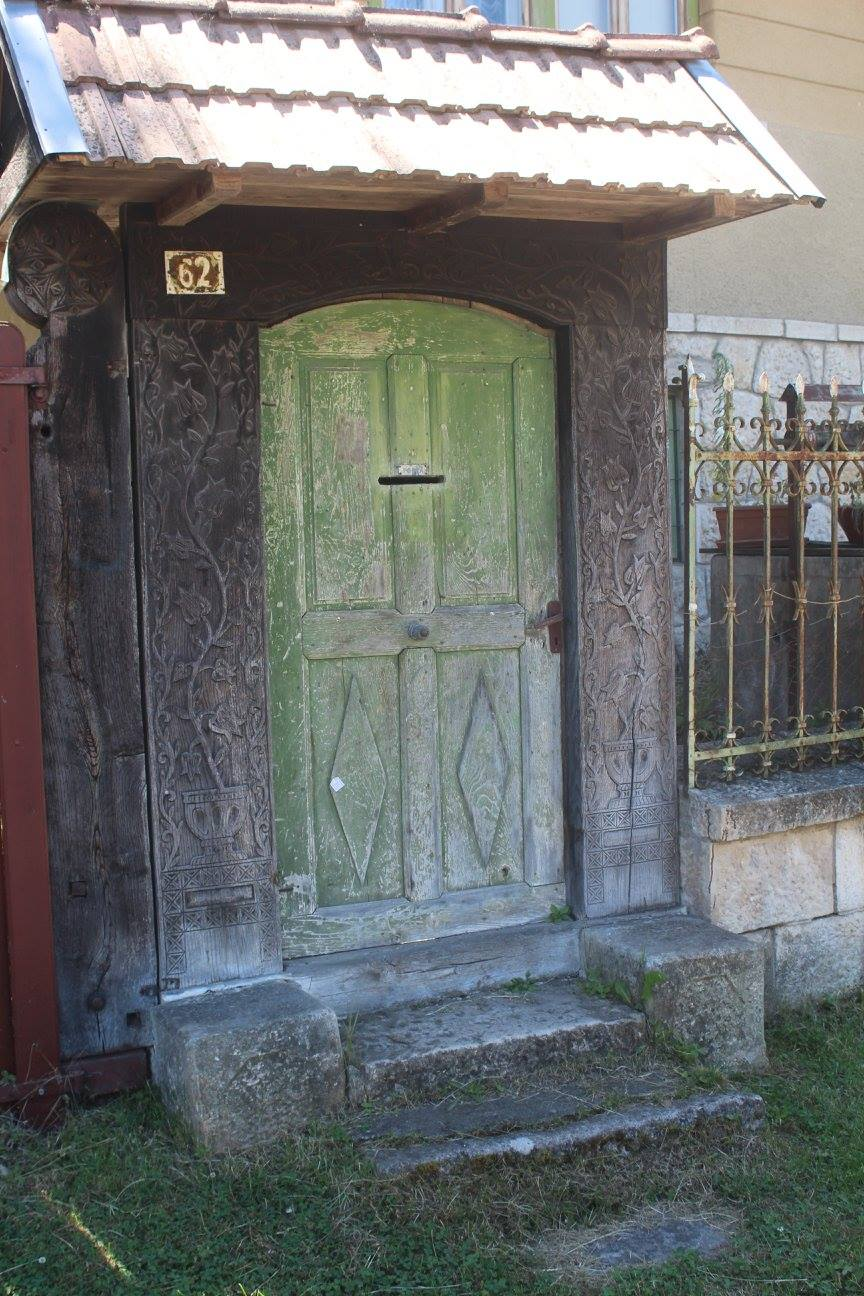
Kapu - Zsobok
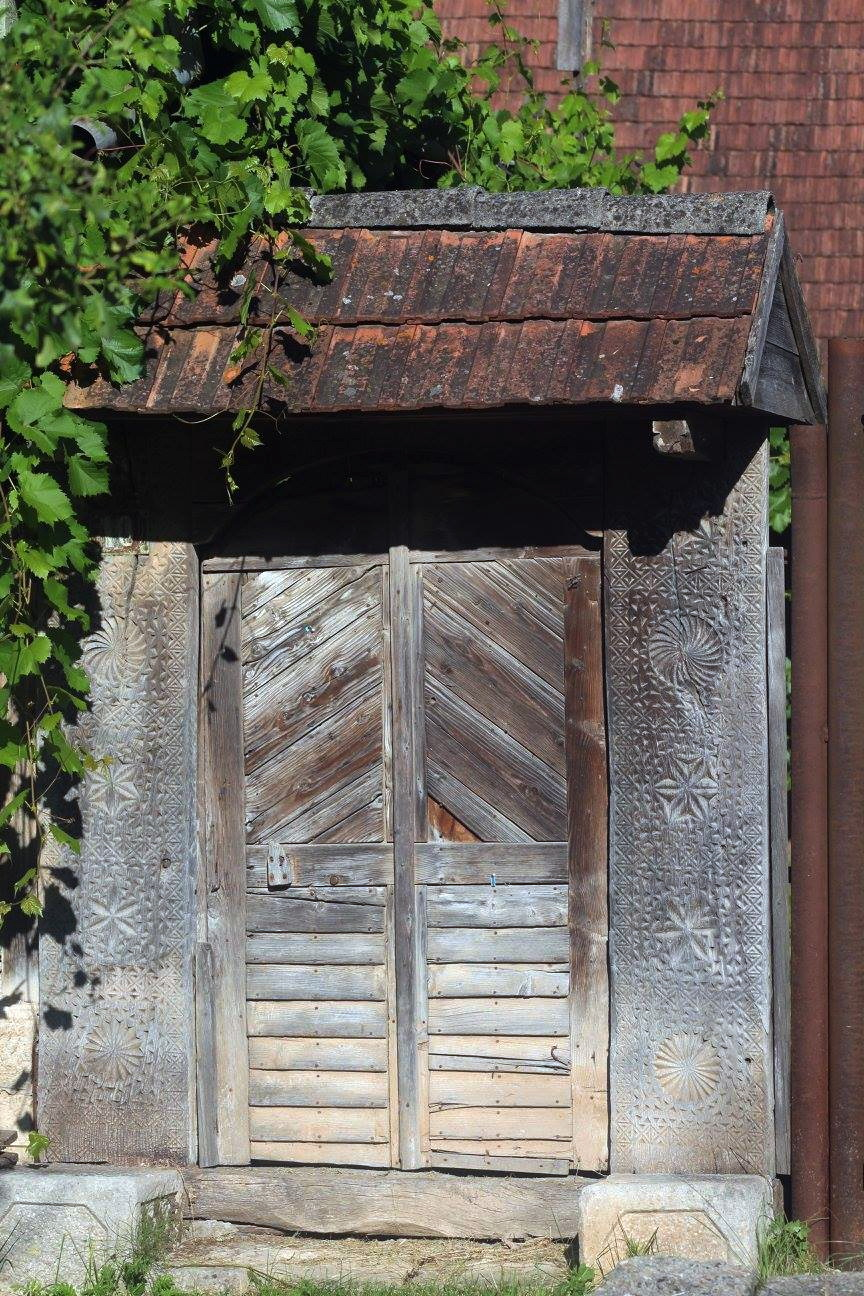
Kapu - Zsobok
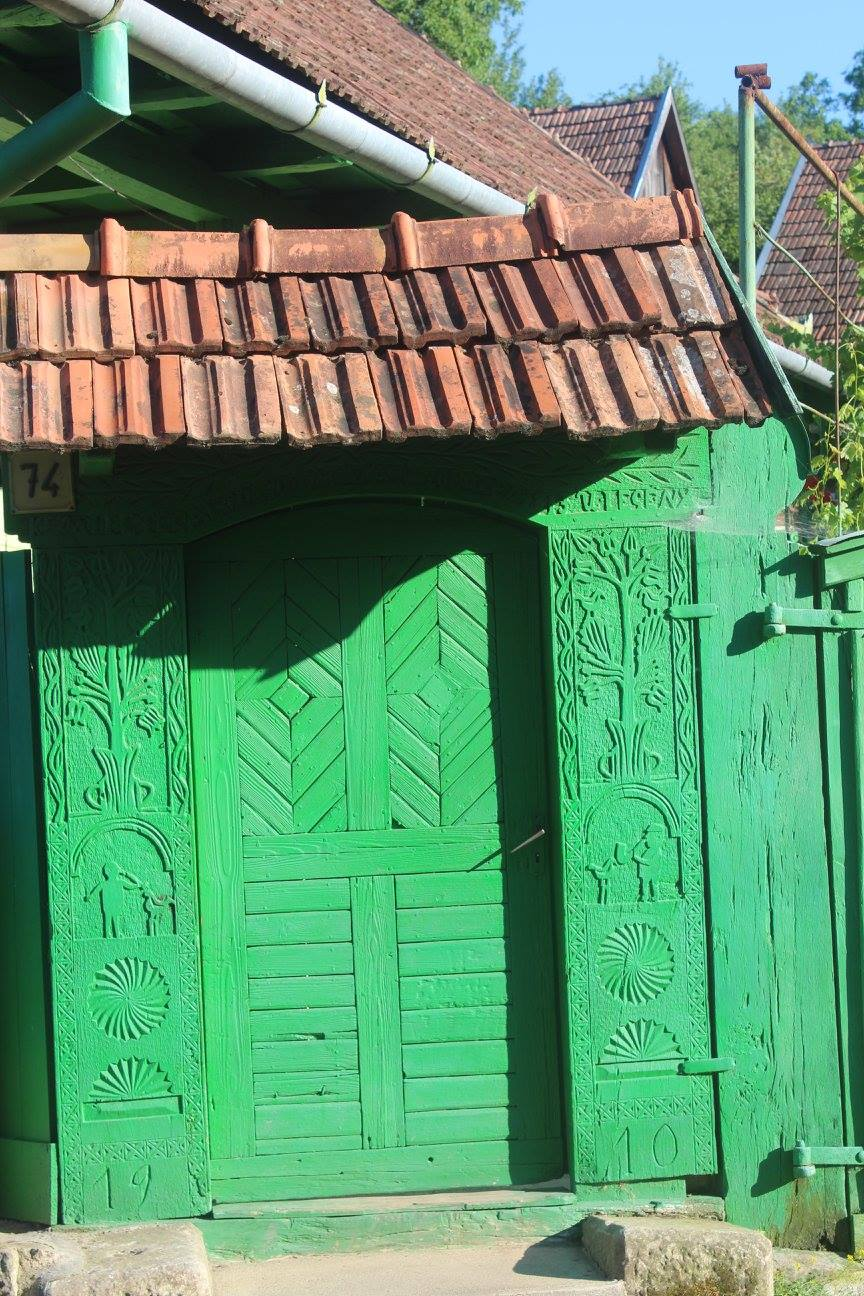
Kapu - Zsobok
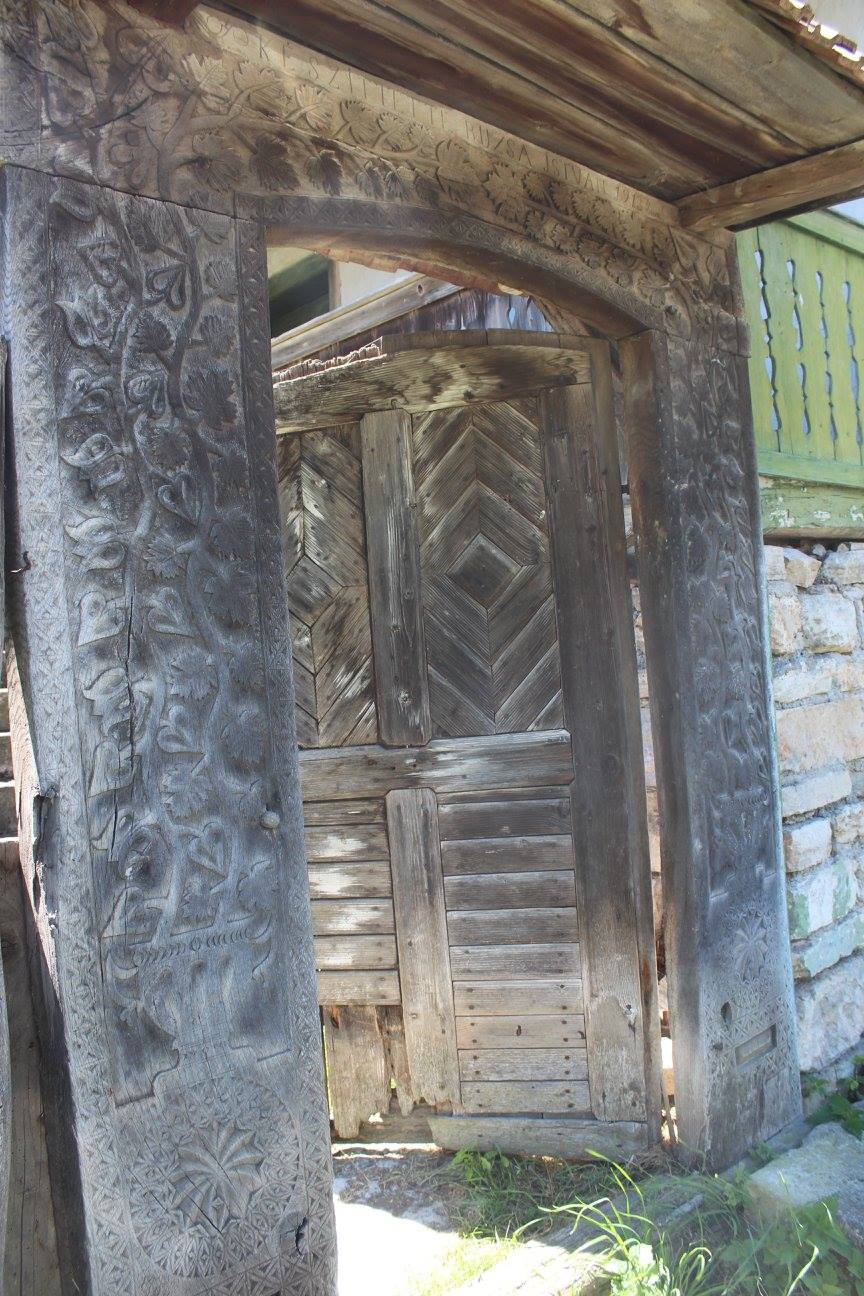
Kapu - Zsobok
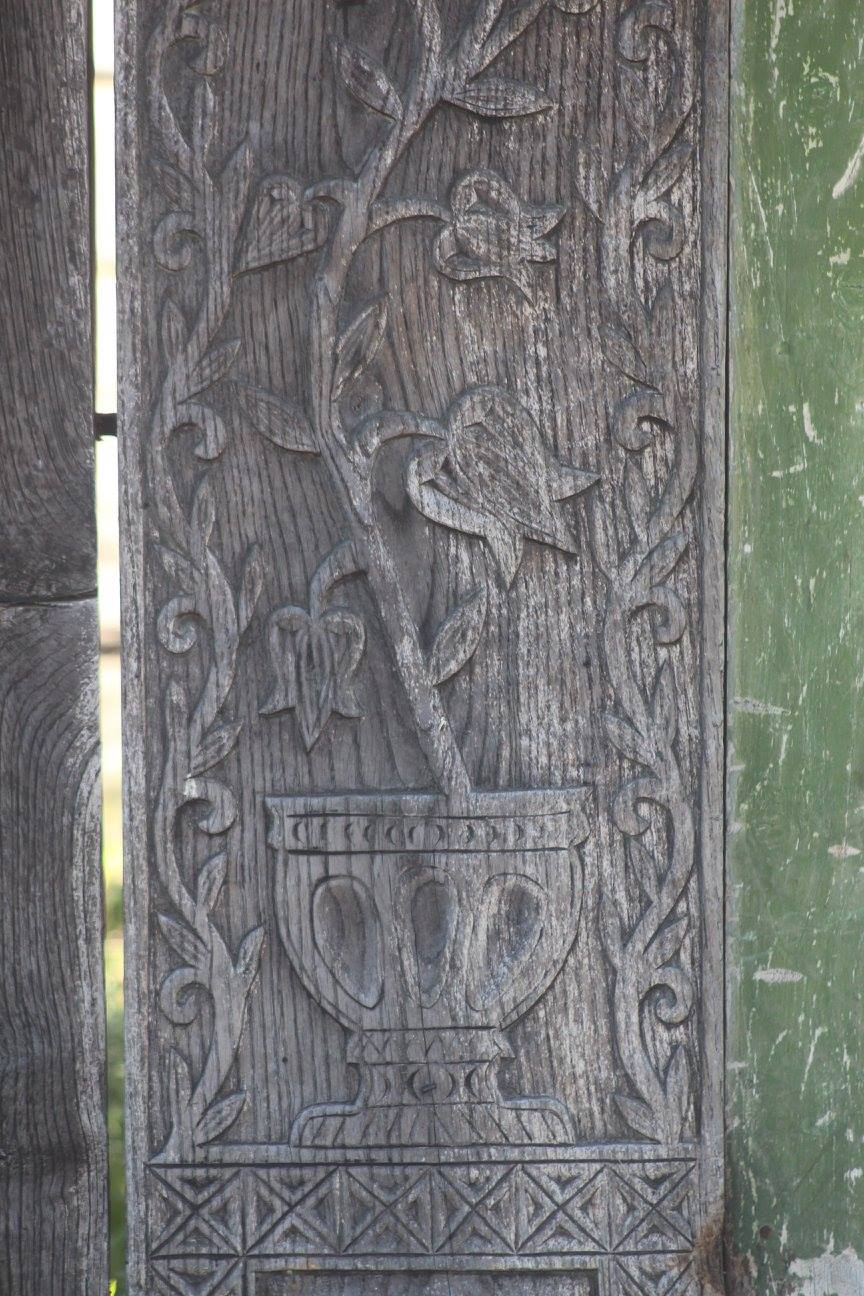
Kapu részlet - Zsobok
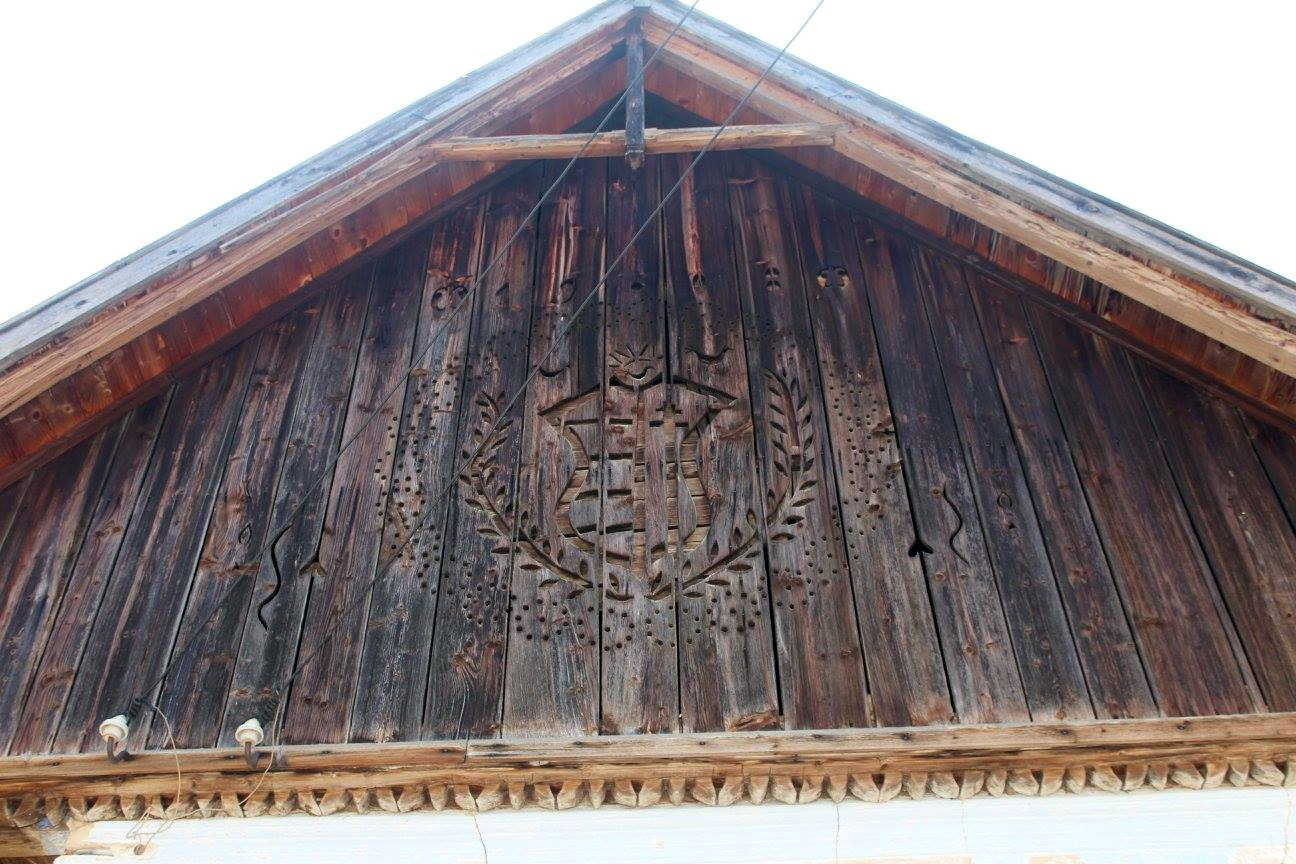
Oromzat - Zsobok
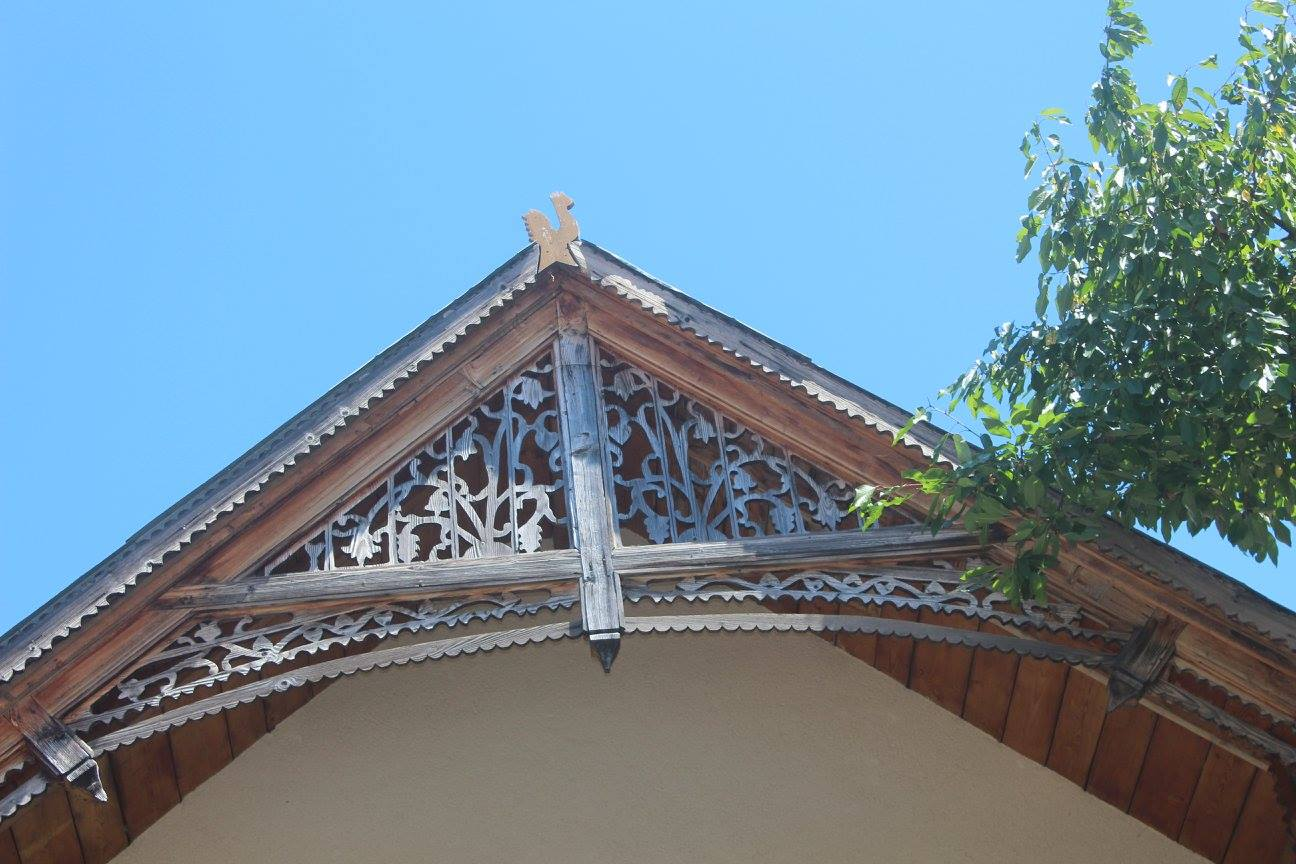
Oromzat - Zsobok
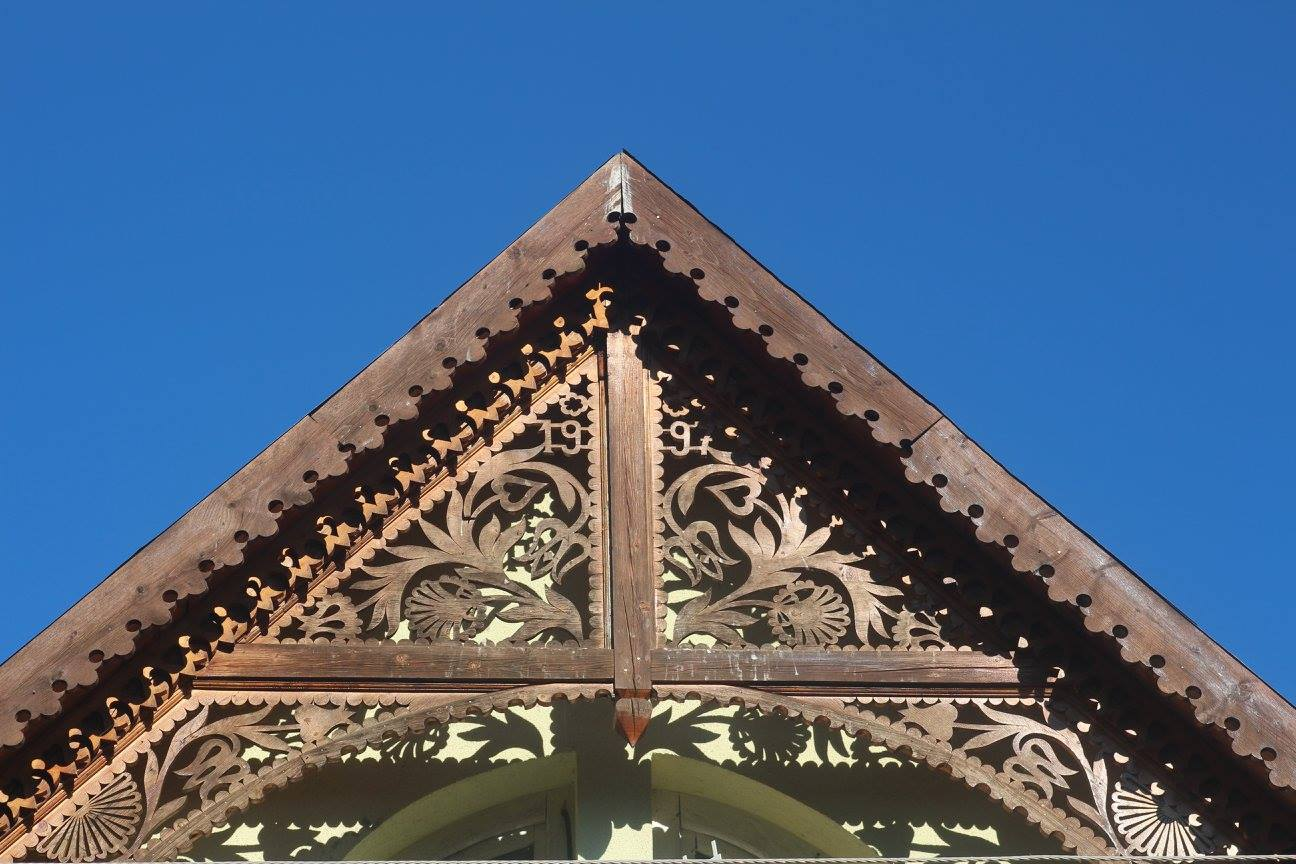
Oromzat - Zsobok
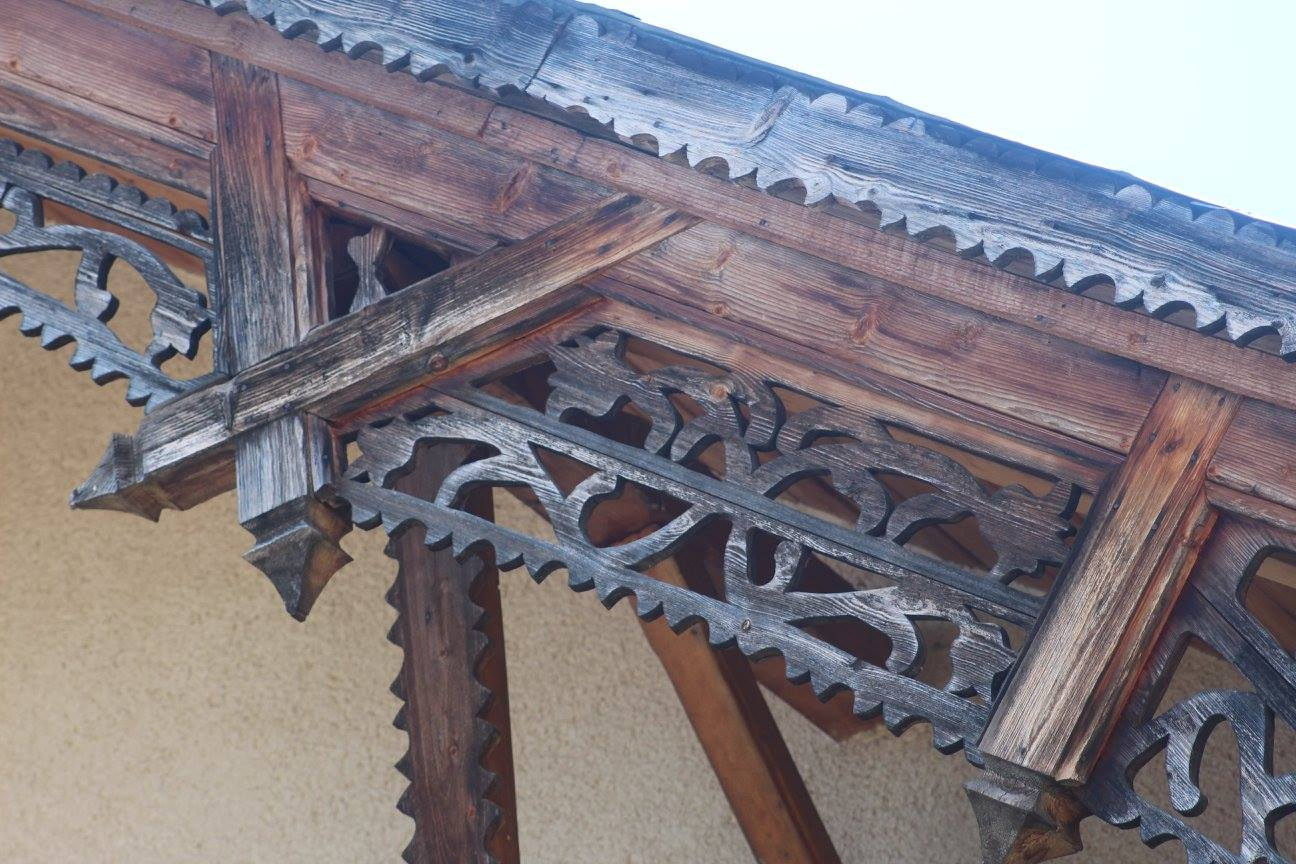
Oromzat részlet - Zsobok
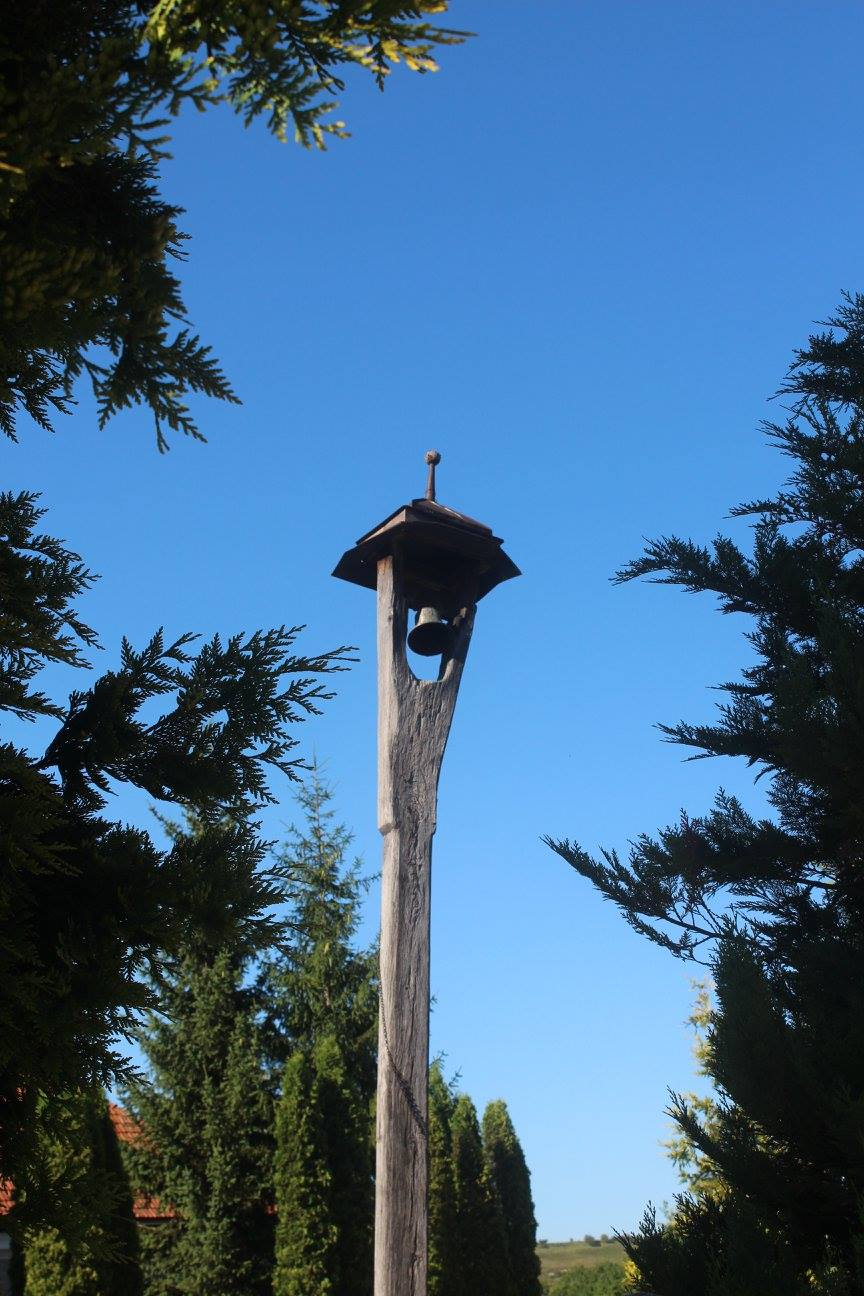
Harangláb - Zsobok
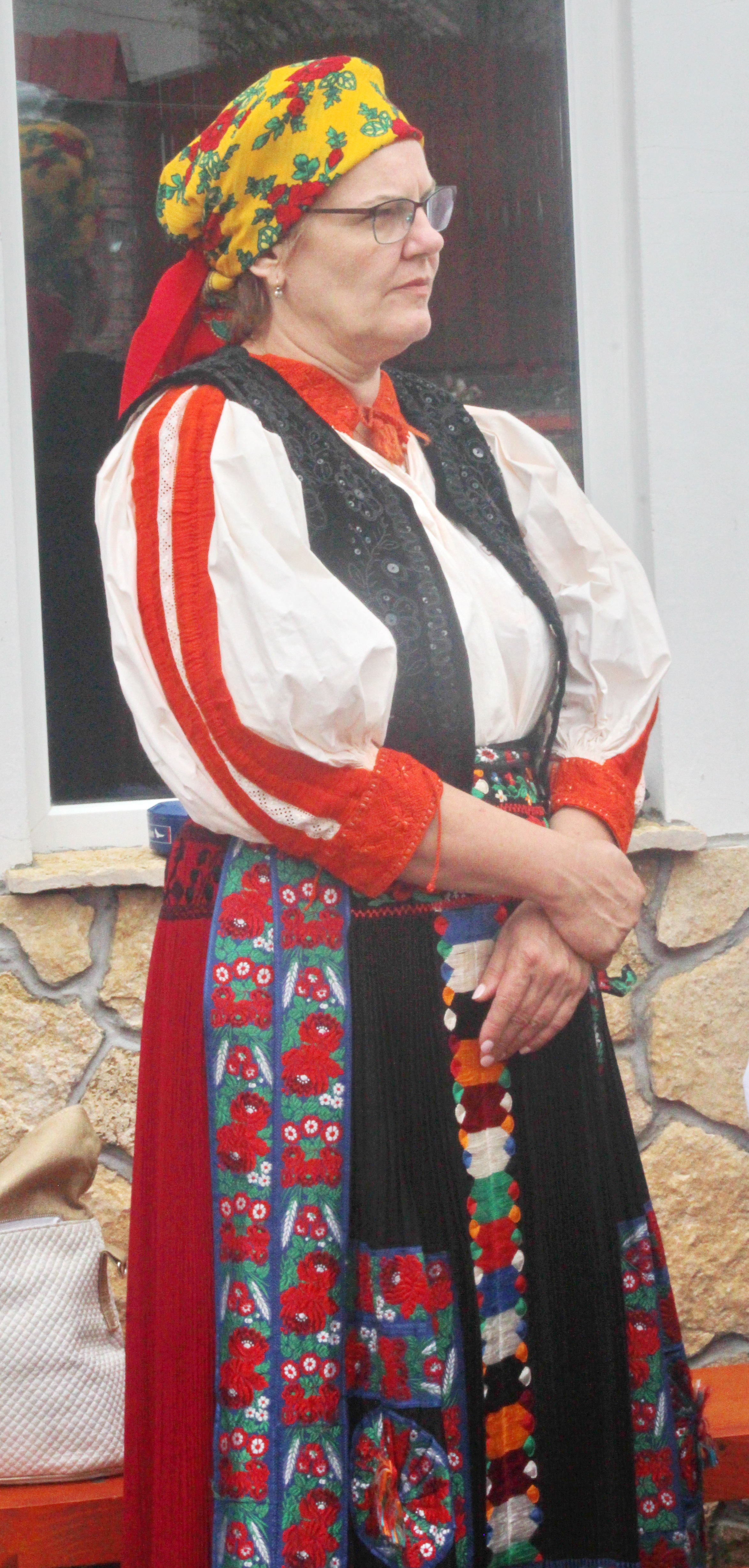
Zsoboki asszony
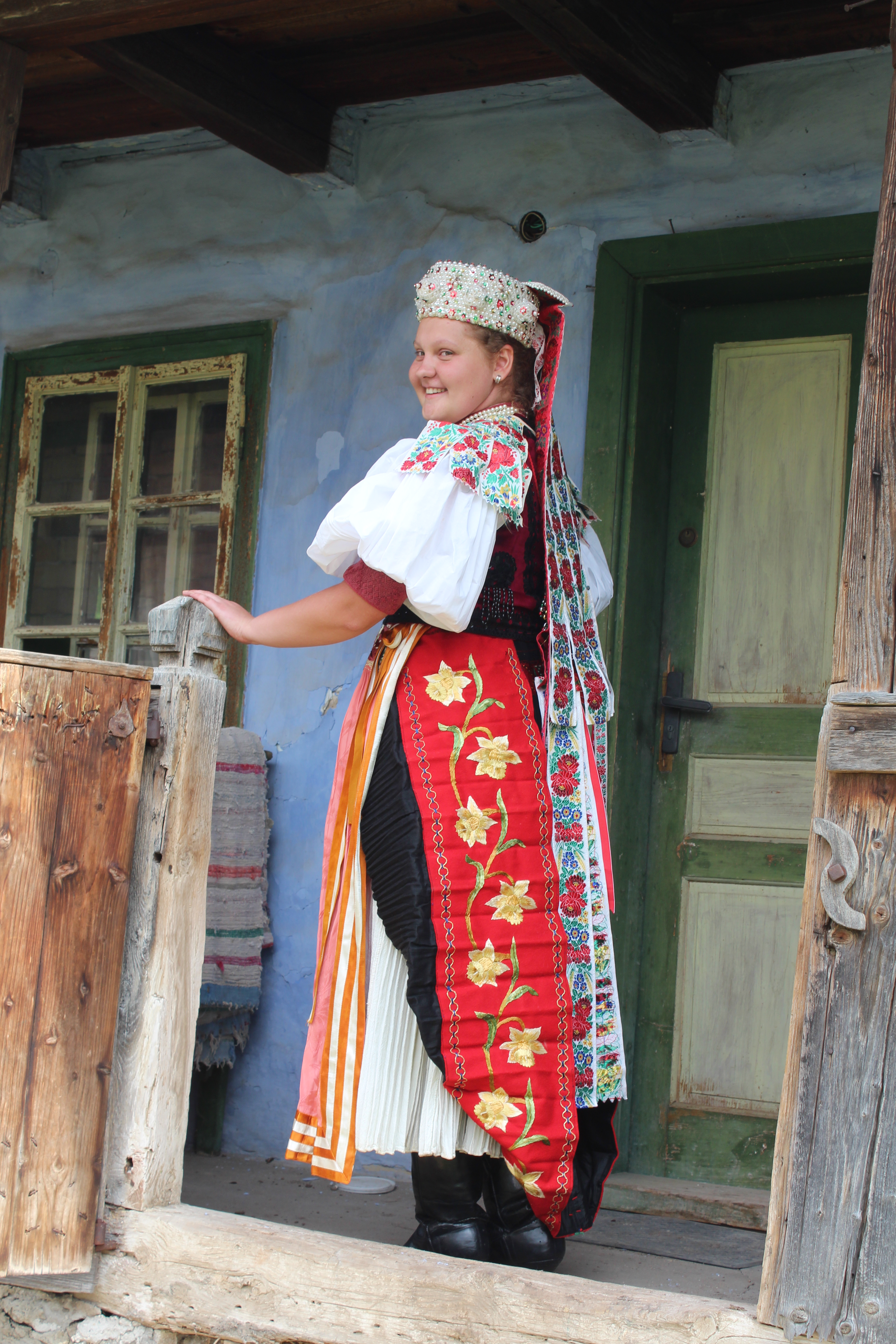
Zsoboki lány
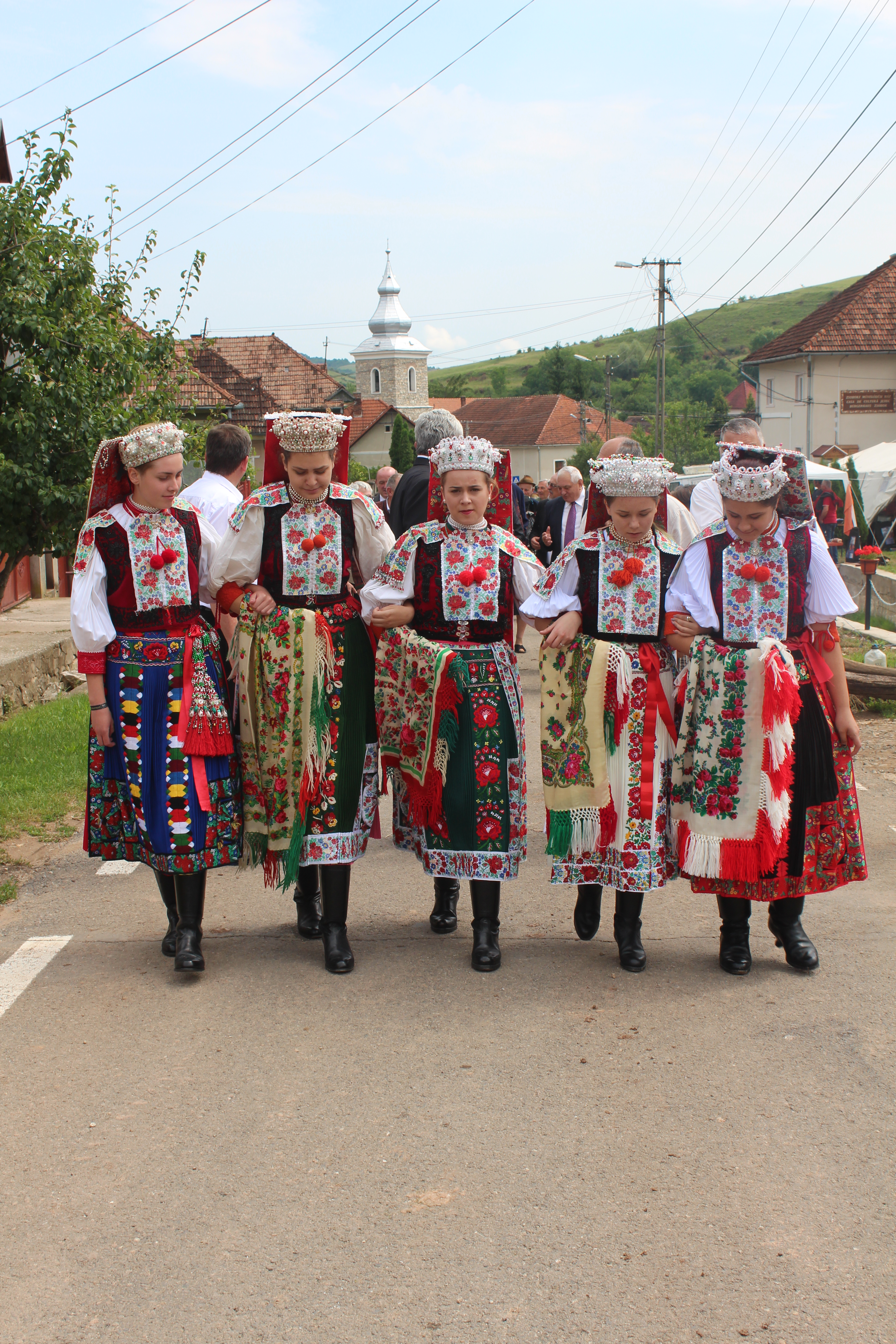
Zsoboki lányok

## Külső hivatkozások
https://web.archive.org/web/20100210180326/http://kalotaszeg.mlap.hu/